# Andrea Caracciolo
Andrea Caracciolo (* 18. September 1981 in Mailand) ist ein italienischer ehemaliger Fußballspieler auf der Position eines Stürmers.

## Karriere

### Im Verein
Über die AS Sancolombano Calcio, die US Pro Vercelli und Como Calcio in der Serie C kam der Andrea Caracciolo 2001 zu Brescia Calcio in die Serie A, wo er am 6. Januar 2002 gegen den FC Bologna sein Debüt gab. In der Saison 2002/03 war Andrea Caracciolo an den AC Perugia ausgeliehen, kehrte dann nach Brescia zurück und schaffte dort den Durchbruch. In den 65 Serie-A-Spielen, die er zwischen 2003 und 2005 für absolvierte, erzielte der Mailänder 22 Tore.
Im Sommer 2005 wechselte Andrea Caracciolo für angebliche acht Millionen Euro zur US Palermo, wo er in seiner ersten Saison 35-mal in der Serie A eingesetzt wurde und dabei neun Tore erzielte. Außerdem trat er mit Palermo im UEFA-Pokal an, dabei kam er siebenmal zum Einsatz, unter anderem in beiden Spielen des Achtelfinales gegen den FC Schalke 04, in denen Palermo ausschied.
Zur Saison 2007/08 wechselte Caracciolo zu Sampdoria Genua, die Palermo 50 % seiner Transferrechte abkauften. Für den genoveser Klub absolvierte er in der Hinrunde zwölf Partien, in denen ihm nur ein Treffer gelang. Am 31. Januar 2008, kurz vor Ende der Transferfrist, wurde Andrea Caracciolo zurück zu Brescia Calcio in die Serie B transferiert, wo ihm bei seinem Debüt gegen die US Grosseto sofort wieder ein Tor gelang. Am 22. November 2014 gelang ihm beim 3:3 gegen den FC Carpi sein erster Hattrick im Trikot des Vereins. Sein zwischenzeitlich ausgelaufener Vertrag wurde bis zum Ende der Saison 2017/18 verlängert, nachdem im Januar 2015 ein Wechsel von Caracciolo im Raum stand.

### In der Nationalmannschaft
Andrea Caracciolo spielte zwischen 2002 und 2004 für die italienische U-21-Auswahl, mit der er 2004 bei der U-21-Europameisterschaft in Deutschland unter Trainer Claudio Gentile Europameister wurde.
Sein erstes von bislang zwei Länderspielen für die A-Nationalmannschaft absolvierte Caracciolo am 17. November 2004 unter Marcello Lippi beim 1:0-Sieg gegen Finnland. Roberto Donadoni setzte ihn beim ersten Spiel nach dem Gewinn des WM-Titels im Freundschaftsspiel gegen Kroatien am 16. August 2006 ein weiteres Mal ein.

## Erfolge
- U-21-Europameister: 2004